# CipSoft GmbH
Cipsoft GmbH és una empresa desenvolupadora de videojocs, un dels quals, el més important és el Tibia i el Tibia Micro Edition. Aquesta empresa disposa de pocs treballadors, ja que molts jugadors dels seus videojocs s'ofereixen per ajudar en el joc per mantenir-lo: els Gamemasters, Tutors i Senior Tutors. Disposen de servidors localitzats ea Alemanya i Estats Units.

## Fundació
El seu primer producte, Tibia, va ser creat el 1997, any en què els responsables de l'actual CipSoft encara no eren una empresa. Va ser el 2001, quan es van posar més seriosos i van fundar l'actual empresa, amb denominació social CipSoft GmbH.

## Futurs projectes
D'acord amb la pàgina de l'equip de CipSoft Arxivat 2007-06-09 a Wayback Machine., Stephan Volger, un dels executius de CipSoft estan creant un prototip per un nou producte. S'especula que la seva secció de feines Arxivat 2007-07-06 a Wayback Machine. que el nou producte pot estar relacionat amb molts gràfics 3D.